# Mathematical Magick

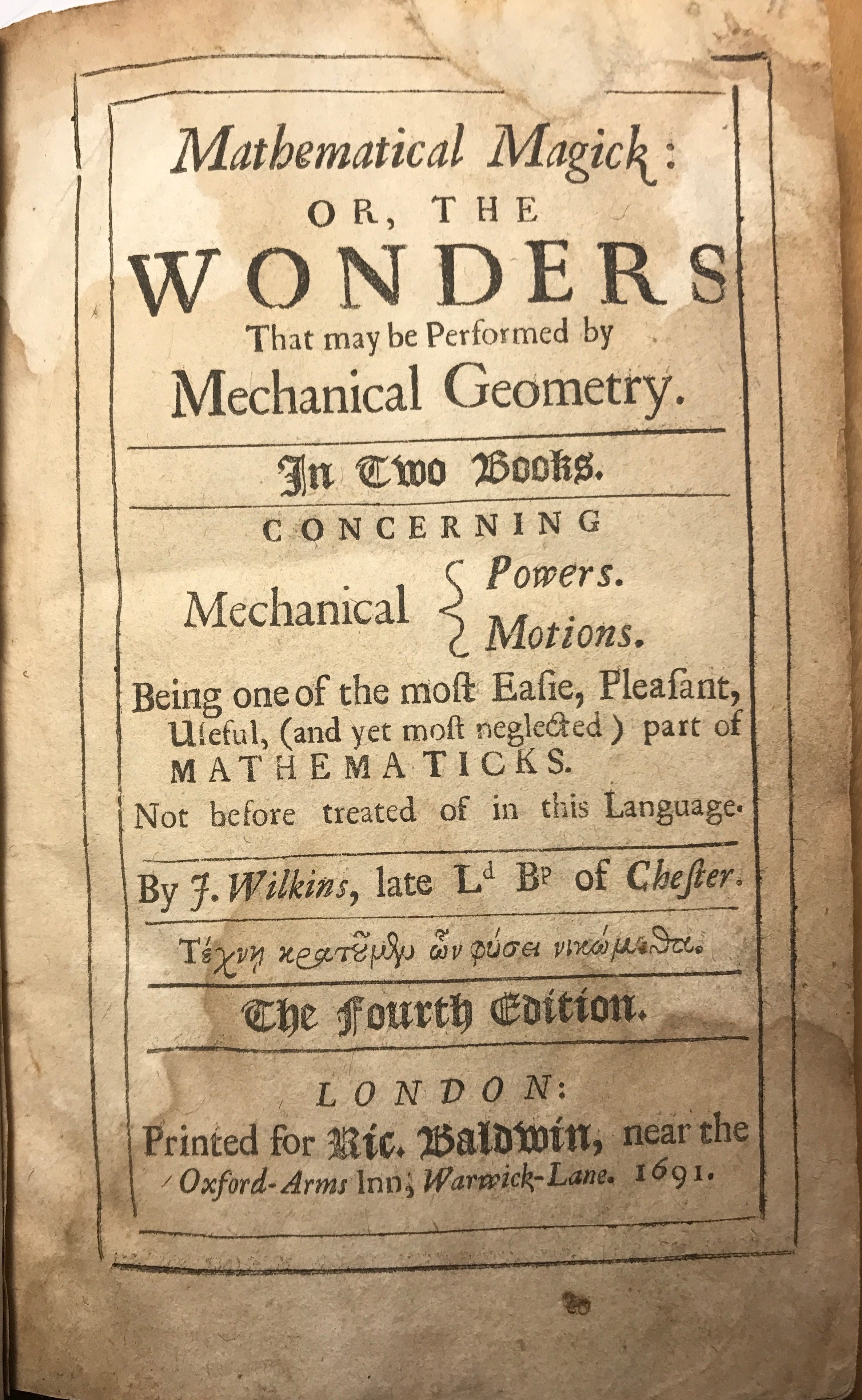
Titelseite der 4. Auflage von 1691

Mathematical Magick (mit dem vollen Titel Mathematical Magick, or, The wonders that may by performed by mechanichal geometry: in two books, concerning mechanical powers [and] motions. Being one of the most easie, pleasant, useful (and yet most neglected) part of Mathematicks. Not before treated of in this language.) ist ein Werk des englischen Theologen und Naturwissenschaftlers John Wilkins, das erstmals 1648 in London herausgegeben  und u. a. 1680 neu aufgelegt wurde.

## Werk
Das Werk ist His Highness the Prince Elector Palatine (Karl I. Ludwig, Pfalzgraf bei Rhein und Kurfürst von der Pfalz) gewidmet. Es ist auch für heutige Leser in leicht verständlichem Englisch geschrieben, wobei die zahlreichen lateinischen Zitate sämtlich übersetzt sind. Es ist unterteilt in zwei Bücher mit den Titeln Archimedes (weil Archimedes der bedeutendste Entdecker mechanischer Kräfte gewesen sei),  und Daedalus (weil Daedalos der erste und wichtigste Hersteller von Automata, sich selbst bewegenden Maschinen, gewesen sei). Im ersten Buch werden die Prinzipien der Mechanik dargestellt und erläutert, im zweiten Buch werden technische Errungenschaften diskutiert, die bei entsprechender Forschung und ausreichenden Versuchen sicher möglich wären.

### Erstes Buch (Archimedes)
Im ersten Buch werden in 20 Kapiteln mechanische Gegenstände und die bei ihnen auftretenden Kräfte abgehandelt, darunter die Waage, der Hebel, das Rad, die Seilrolle und der Flaschenzug, der Keil und die Schraube. Es werden auch die Wirkungen dieser Kräfte in den menschlichen Gliedmaßen dargestellt sowie der dem Archimedes zugeschriebene Satz untersucht „Gib mir einen Punkt, auf dem ich stehen kann, und ich werde dir die Welt aus den Angeln heben“. Die Wirkung mehrfach hintereinander gekoppelter Zahnradübersetzungen wird untersucht ebenso wie die Bedeutung verschiedener Geschwindigkeiten. Belagerungsmaschinen wie Schleudern, Katapulte und eine Pfeilbatterie werden dargestellt und deren Wirkung und Kosten verglichen mit zeitgenössischen Schusswaffen. Schließlich beweist Wilkins, dass theoretisch von Menschen erzeugte Geschwindigkeiten möglich sein müssen, die größer sind als die Geschwindigkeit der am Äquator gemessenen Erdumdrehung.

### Zweites Buch (Daedalus)

#### Verschiedene Geräte
Im zweiten Buch werden zunächst unterschiedlichste, sich automatisch bewegende Gegenstände untersucht wie Uhren, Wind-, Wasser- und Sägemühlen. Es werden dann auch Geräte erläutert, die durch den Luftzug in Kaminen oder durch künstlich erzeugten Überdruck angetrieben werden. Eine zweimastige Segelkutsche wird dargestellt sowie ein Fahrzeug mit einer senkrechten Windturbine. Berichtet wird von verschiedensten, sich selbst bewegenden Figuren von Menschen und Tieren. Die Verbesserung eines U-Bootes wird mit Bezug auf das Tauchboot von Cornelis Jacobszoon Drebbel diskutiert. Zweifel an den Erzählungen von verschiedenen kleinen Fluggeräten werden wiedergegeben und zurückgewiesen. Auch der Flug eines Menschen müsse möglich sein, wenn man einen Rahmen baue, in dem die Person sitzen könne, und den Rahmen genügend anschiebe.

#### Fliegen
In Kapitel VII werden verschiedene Methoden besprochen, wie man fliegen könne, nämlich mit Hilfe von guten oder bösen Engeln, wie es in der Bibel mehrfach geschildert werde oder von Zauberern und Hexen bekannt sei, oder mit Hilfe von Vögeln, oder mit Hilfe von geeigneten Flügeln, die der Mensch selbst bewege. In dem einleitenden Abschnitt wird eher beiläufig erwähnt, dass es Überlieferungen von einem englischen Mönch namens Elmerus gäbe, der auf diese Weise etwa 200 Meter weit vom Tower of London herunter geflogen sei, sowie von einem, der vom Turm des Markusdoms in Venedig und von einem anderen, der in Nürnberg geflogen sei, und ein Türke in Konstantinopel habe ähnliches versucht. Um der Wahrheit willen müsse aber gesagt werden, dass all diese Künstler abgestürzt seien und sich Arme oder Beine gebrochen hätten. Aber mit genügend Übung könne ein solcher Flug durchaus möglich sein. Am sinnvollsten sei aber wahrscheinlich eine Art fliegendes Fahrzeug, das groß genug sei, um mehrere Menschen aufzunehmen, die sich die Arbeit der Bewegung der Flügel teilen könnten, oder in das man einen Motor einbauen könne, wenn man eine kleine, aber leistungsfähige Maschine bauen könne. Mit einer Erwähnung der Versuche des Archimedes über die Wasserverdrängung verbindet Wilkins den Hinweis, dass diese Gedanken zu einer ganz neuen Wissenschaft über die Tragfähigkeit von Luft führen können. Der Start sei das Schwierigste, wenn der Apparat erst eine gewisse Höhe erreicht habe, nehme die Schwerkraft so weit ab, dass er wie die großen Vögel fast von alleine fliegen könne. Bei ausreichender Höhe sei es sogar möglich, an jeden Platz der Erde zu fliegen, unabhängig von schlechten Wegen und Wetterverhältnissen.

#### Perpetuum mobile
Ab Kapitel IX werden die Möglichkeiten verschiedener Formen eines Perpetuum mobile und von dauerhaft brennenden Lampen ausführlich diskutiert.

## Fausto Veranzios Fallschirm
In dem Werk wird in keiner Weise Fausto Veranzio erwähnt, der in seinen Machinae Novae (ca. 1615) den Kupferstich des an einem Fallschirm hängenden homo volans (fliegender Mensch) veröffentlicht hatte. Das Werk Mathematical Magick befasst sich auch in keiner Weise mit dem Fallschirm oder ähnlichen Vorrichtungen oder gar dem Fallschirmspringen. John Wilkins’ Überlegungen drehen sich darum, dass Fliegen möglich sein müsse. Abgebremste Absprünge von Türmen sind nicht sein Thema und werden in seinem Werk nicht erwähnt, auch nicht am Rande gestreift.
In Fallschirmspringerkreisen wird in zahlreichen Veröffentlichungen häufig behauptet, Veranzio sei 1617 im Alter von 65 Jahren mit seinem Fallschirm vom Campanile di San Marco in Venedig, nach anderen Angaben vom Turm von St. Martin in Bratislava gesprungen. Veranzio gilt deshalb gemeinhin als der erste Fallschirmspringer. Als Beleg dafür wird regelmäßig die Mathematical Magick von John Wilkins angegeben.
Wie aus der obigen Darstellung dieser Abhandlung hervorgeht, entbehren diese Behauptungen jeglicher Grundlage. Weder Faustus Veranzio noch ein Fallschirmabsprung kommen in der Mathematical Magick vor.